# Galerie Pankow

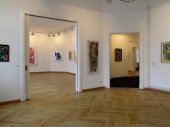
Blick in die Ausstellungsräume

Die Galerie Pankow (auch als Kleine Galerie Pankow bekannt) befindet sich im Berliner Ortsteil Pankow und existiert seit der Mitte des 20. Jahrhunderts. Sie ist damit eine der ältesten kommunalen Galerien der Hauptstadt.

## Tätigkeit
In ihren Ausstellungen und Veranstaltungen setzt sich die Galerie Pankow mit aktuellen Tendenzen zeitgenössischer Kunst auseinander. Gezeigt werden künstlerische Positionen in den Bereichen Malerei, Zeichnung, Fotografie und Videokunst, die sowohl vor dem Hintergrund einer klassischen Kunst- bzw. Bildauffassungen entstanden sind als auch die aktuellen technisch-ästhetischen Veränderungen in der Bildwahrnehmung thematisieren.
Die Galerie Pankow knüpft in ihren Ausstellungen an die Kunstentwicklungen Ost-Berlins an. Dazu zählen Ausstellungen von Vertreter der sogenannten „Berliner Schule“, wie Lothar Böhme, Hans Vent, Christa Böhme aber auch Einzelausstellungen von Jürgen Köhler, Klaus Killisch, Sabine Herrmann, Anja Billing, Clemens Gröszer, Kerstin Grimm, Dorit Bearach.
Künstler deren Werk in Vergessenheit geraten ist, die für die Kunstentwicklung im ehemaligen Osten Deutschlands eine große Bedeutung hatten, werden in umfangreichen Werkschauen gezeigt. Dazu zählen die Ausstellungen: „Carlfriedrich Claus 2010“ aber auch die Ausstellung „Le réve – Der Traum“ mit Arbeiten von Albert Wigand oder die Ausstellungen „Vogel Frühling – Hommage an Uwe Gressmann“ bzw. „Richterstraße 9“ mit Arbeiten von Klaus Hähner-Springmühl und schließlich Annemirl Bauer.
Insbesondere jungen Künstler, die ihre Ausbildung abgeschlossen und eine eigenständige künstlerische Haltung entwickelt haben, wurde und wird in einer ersten Einzelexposition die Möglichkeit gegeben, sich der Öffentlichkeit vorzustellen um darüber erste Kontakte zu Galeristen und Sammlern etc. zu knüpfen.

## Kunst im öffentlichen Raum
Neben den Ausstellungen und den begleitenden Kunstprojekten werden durch die Galerie Pankow Kunstprojekte im öffentlichen Raum initiiert. Dieses Projekte werden durch die bezirkliche Kommission für Kunst im öffentlichen Raum begleitet. Auch die klassischen Kunst-am-Bau-Verfahren (künstlerische Wettbewerbe) für Neubauten im Bezirk werden von hier aus durchgeführt.

## Ausstellende Künstler (Auswahl)
- Lothar Böhme
- Arno Fischer
- Sabina Grzimek
- Horst Hussel
- Doris Kahane
- Harald Metzkes
- Karin Sakrowski
- Hans Vent
- Bärbel Bohley[3]
- Gundula Schulze Eldowy[4]
- Kamal Boullata
- Jenny Michel
- Thomas Sandberg
- York der Knoefel
- Ali Ahmad Said Esber
- Dorit Bearach